# Óscar Murillo (artista)
Óscar Murillo (La Paila, Colombia, 1986) es un artista y pintor colombiano. Actualmente vive y trabaja en diversos lugares.

## Biografía
Murillo nació y pasó los primeros diez años de su vida en La Paila, un pequeño pueblo en el departamento del Valle del Cauca de Colombia. Sus padres se mudaron a Londres cuando tenía 10 años y no sabía inglés.
En 2007, Murillo obtuvo su licenciatura en Bellas Artes en la Universidad de Westminster. Después de graduarse, trabajó como profesor en una escuela secundaria. Pronto renunció a su trabajo y viajó a América del Sur. En 2012, Murillo se graduó del Royal College of Art de Londres, con una maestría en Bellas Artes. Viviendo en el este de Londres, a menudo trabajó como instalador para las pequeñas galerías del vecindario.

## Trabajo
Las obras de estudio de Murillo están fundamentalmente ligadas al entorno donde las produce:

Me di cuenta de que estaba interesado en demasiadas cosas a la vez. De alguna manera, el piso del estudio era la única herramienta disponible para comunicar estos intereses. […] Una tutora de la escuela de arte dijo una vez que la forma en que hacía el trabajo, o trataba el estudio, le recordaba cuando crecía en la Gran Bretaña de posguerra porque entonces existía la idea de que uno tenía que ser ingenioso. Crecí de niño en un pueblo de Colombia, donde había una actitud muy similar a la de usar solo lo que estaba alrededor.
Óscar Murillo, de la entrevista con Hans Ulrich Obrist publicada en Work (Rubell Family Collection: 2012)

Desde 2013, a través de su proyecto de colaboración "Frequencies", Murillo ha trabajado con escuelas de todo el mundo, colocando piezas de lienzo en bruto en los escritorios de los estudiantes e invitándolos a dibujar, escribir, marcar e ilustrarlos. Hasta la fecha, miles de estudiantes, principalmente de 10 a 16 años, han participado. Los lienzos se agregan a un archivo en crecimiento, cuyas selecciones se han exhibido en la 56a Bienal de Venecia, Italia, la 2.ª Trienal de Hangzhou de Fiber Art 2016, China y la 3a Trienal de Aichi, Japón.
Otro tema continuo en todo el trabajo de Murillo se refiere a las disparidades poscoloniales y socioeconómicas. En su trabajo The Coming of the Europeans (2017), una pancarta a gran escala concebida para la Trienal inaugural de Katmandú en el mismo año, comentó sobre el legado continuo del colonialismo en las ferias internacionales actuales.
Las exposiciones individuales de Murillo incluyen el Centro de Arte Contemporáneo Yarat en Bakú, Azerbaiyán (2016–2017); Museo de Arte de la Universidad Nacional de Colombia, Bogotá; Centro Cultural Daoíz y Velarde, Madrid; Performa 15, Nueva York y Artpace, San Antonio (todo 2015); The Mistake Room, Los Ángeles (2014) y South London Gallery (2013).
El artista también ha participado en numerosas exposiciones colectivas internacionales y bienales, incluida la Bienal de Sharjah 13 (2017) y la 56a Bienal de Venecia (2015).
La crítica de arte Legacy Russell ha dicho que el artista explora "el cuerpo en tránsito", mientras que el curador Hans-Ulrich Obrist ha hablado de una "confusión [...] entre el arte y la vida" que ocurre en las obras multidisciplinarias de Murillo.

### Mercado de arte
En febrero de 2013, las subastas de Londres en Sotheby's, Christie's y Phillips incluyeron el trabajo de Murillo. Artnet estima que 24 piezas de Murillo generaron un total de $ 4.8 millones en una subasta ese año. La obra Sin título, 2012 fue vendida por £ 218,500 en Phillips, Londres, el 16 de octubre de 2013.
Murillo está representado por Carlos Ishikawa (Londres), Isabella Bortolozzi Galerie (Berlín) y David Zwirner (Londres, Nueva York).

## Premios
En 2019, co-ganó el Premio Turner después de solicitar con sus compañeros nominados que el jurado otorgue el premio por primera vez a los cuatro artistas nominados.